# Мительман, Джаклин
Джаклин Мительман (англ. Jacqueline Mitelman; род. 1949) — австралийский фотограф шотландского происхождения, известная своей портретной фотографией.
Родилась в Шотландии и большую часть жизни прожила в Мельбурне, где обучалась в Колледже Высшего образования Прахран (Prahran College) у таких фотографов как Луис Эйтол Шмит (Athol Shmith, 1914—1990), Пол Кокс (Paul Cox, род. 1940; известен также как режиссёр и кинооператор) и Джон Кейто (John Chester Cato, род. 1926). Некоторое время работала во Франции.
Фотопортретистика Джаклин Мительман находится в коллекциях Национальной портретной галереи, Национальной библиотеки Австралии, библиотеке Академии обороны в Канберре, а также в Национальной галерее Виктории, Музее современного искусства, Государственной библиотеке Виктории в Мельбурне, Тасманийском музее и галерее искусств в Хобарте.

## Галереи
- Галерея работ Дж. Мительман

## Фотоальбомы
- Faces of Australia. Мельбурн: Lothian Publishing, 1988.